# Ай-Кикэ
Ай-Кикэ (устар. А-Кика) — река в России, протекает по территории Красноселькупского района Ямало-Ненецкого автономного округа. Устье реки находится в 1284 км от устья Таза по правому берегу.
Длина реки составляет 13 км.
Начало берёт на высоте, примерно, 165 метров над уровнем моря в небольшом болоте. На всём протяжении протекает по болотистой лесной местности. Впадает в Таз по правой стороне на высоте 81 метр над уровнем моря. Основным направлением течения является север.
Населённые пункты около реки отсутствуют.

## Данные водного реестра
По данным государственного водного реестра России относится к Нижнеобскому бассейновому округу, водохозяйственный участок реки — Таз. Речной бассейн реки — Таз.
Код объекта в государственном водном реестре — 15050000112115300063426.